# David Friedrich Strauss
David Friedrich Strauss (Ludwigsburg, 27 de enero de 1808 - 8 de febrero de 1874) fue un teólogo y filósofo alemán.

## Trayectoria
Discípulo de Georg Wilhelm Friedrich Hegel y Ferdinand Christian Baur, contribuyó, desde el racionalismo alemán tardío, al movimiento de la antigua búsqueda del Jesús histórico iniciado por Hermann Samuel Reimarus.
En su obra más importante, Das Leben Jesu, kritisch bearbeitet  ("La vida de Jesús, críticamente elaborada", 1835-1836), plantea la idea de que los evangelios son relatos míticos, al contener elementos que no pueden explicarse racionalmente. Pero no surgen desde la necesidad de falsificación, como exponía Reimarus, sino para expresar desde una mentalidad precientífica y prefilosófica, ideas teológicas en estilo narrativo. Por tanto, han de considerarse libros de teología y de fe, sin ningún valor histórico. Esta mitificación aparece ya en los evangelios sinópticos más antiguos, que según Strauss son los de Mateo y Lucas, y también en el de Marcos que, según él, es un resumen de los dos anteriores. 
La hipótesis de que Marcos es resumen de Mateo y Lucas, será desechada en 1838, planteándose a partir de entonces la teoría de las dos fuentes. 
El fenómeno de mitificación, según Strauss, es máximo en el Evangelio según Juan, que a partir de las aportaciones de Strauss es rechazado como fuente de acceso al Jesús histórico.
Strauss retornó a la teología en 1862, cuando publica su biografía de H. S. Reimarus. Dos años después, en 1864, publica su La vida de Jesús para el pueblo alemán  (Das Leben Jesu für das deutsche Volk bearbeitet) (decimotercera ed. 1904). Esta obra no consigue producir un efecto comparable a su primer libro, pero a cambio obtuvo una gran cantidad de respuestas críticas, que Strauss respondió en su panfleto Die Halben und die Ganzen, dirigido especialmente en contra de Daniel Schenkel y de Ernst Wilhelm Hengstenberg. Su libro El cristo de la creencia y el Jesús de la Historia (Der Christus des Glaubens und der Jesus der Geschichte, 1865) es una crítica severa a las lecturas de Schleiermacher sobre la vida de Jesús de Nazaret, que habían sido publicadas recientemente. Desde 1865 a 1872, Strauss vivió en Darmstadt, y en 1870 publicó sus lecturas sobre Voltaire.  